# Heliga danser
Heliga danser eller Helande cirkeldans (tyska ”Sakraler Tanz”, engelska "Sacred Dance") är en internationell dansrörelse. Upphovsmannen till denna rörelse var en tysk balettprofessor Bernhard Wosien, (1908–1986), där rörelsen vidareutvecklats av hans dotter Maria-Gabriele Wosien.

## Historik
Heliga danser har uråldriga rötter  och består av enkla danssteg som lärs ut av en dansledare och upprepas i korta sekvenser om och om igen. Deltagarna dansar i cirkel eller spiralform, oftast hand i hand. På så sätt skapas en ritual som kan rymma såväl meditation i rörelse som gudstjänst. När alla dansare delar och deltar i samma rörelser skapas en, oftast, ordlös gemenskap som är symbolmättad och livgivande. Det finns danser för livets olika skiftningar, årstidernas växlingar, sorg och glädje, död och pånyttfödelse, fruktbarhet, fest och högtid. Många danser uttrycker en bön eller en lovsång till Gud. 

## Heliga danser i Svenska kyrkan
I början av 1990-talet myntade prästen Maria Rönn begreppet Heliga danser efter att ha gått en cirkeldans-ledarutbildning vid Findhorn Foundation i Skottland. Tillsammans med Marie-Louise von Malmborg bjöd hon in till dansseminarier och återinförde på så sätt cirkeldansen i kyrkan. Maria Rönn startade 1994 en dansledarutbildning på Ansgarsliden i Sigtuna. Innan dess hade Lucie Minne lett utbildningar i Helande cirkeldans på stiftelsen Stjärnsund i Dalarna. 1997 utgavs Maria Rönns bok Heliga danser - dans som rit och bön.
Heliga danser är den dansform som är mest utbredd inom Svenska kyrkan och under åren 2016–2018 undersökte Svenska kyrkans nationella satsning Dansa tro-Dansa liv hur gemensam dans berikar gudstjänsten och förkroppsligar tron. Dansen ses här även som ett sätt att återknyta till Svenska kyrkans judiska rötter – Jesus var jude och många judar dansade, och dansar fortfarande, under sina gudstjänster i tempel och synagogor.